# Провалище
Прова́лище — провалье, овраг, глубокий провал в земле; может выступать как сакральное место в народной традиции. Согласно легендам и преданиям, известным в мировом фольклоре, под землю или под воду уходит объект, как правило, сакральный (часовня, церковь, монастырь), на месте которого возникает озеро или родник, реже холм или гора. Появившийся новый сакральный объект считается каналом связи между этим и иным миром. Сюжеты этих рассказов носят обычно этиологический или эсхатологический характер.
Такие сюжеты бытуют в некоторых регионах России, в том числе в Псковской, Ивановской, Владимирской и особенно в Нижегородской области. Наиболее известной является китежская легенда. Храм, монастырь или часовня, согласно народным представлениям, может провалиться в наказание. Из несакральных провалившихся объектов называются мельница, целая деревня.
Наиболее известные мотивы (структурные компоненты сюжетов), которые характерны для рассказов о провалищах, об образовании на месте сакрального объекта водоёма включают: связанные с происхождением озера: проваливается церковь, монастырь или часовня, нередко за грехи, на месте которой образуется озеро; связанные с особыми свойствами такого озера: в нём слышны колокола, видны купола или свечи или слышны крики детей, это озеро не имеет дна, водолазы или учёные, обследовав, озеро не нашли дна или нашли впадину на месте упавшей церкви, озеро с удивительно чистой или целебной водой. Чудесные явления на озере включают продолжение богослужения и зажигание свечей на дне.
Такой водоём в Южском районе Ивановской области носит название Святое озеро; образовался на месте провалившегося монастыря; другой подобный водоём — Провалиха, также в Южском районе; может иметь не связанное с легендой имя.
Южские сюжеты о провалищах, прежде всего связанные со Святым озером, могут включать также эсхатологические мотивы, в рамках которых озеро теряет сакральные признаки, из него уходит вода, а также ряд других традиционных мотивов, как правило, не связанных с провалищем: старец выкапывает колодец или открывает родник, который дал начало озеру; подземный ход между монастырями (женский Святоезерский монастырь и мужская Флорищева пустынь) и грех монахов и монахинь; погубленные дети; озеро из слёз детей или монахинь. Согласно фольклору, в Святом озере, вода которого целебна, Дмитрий Пожарский залечивался от ран.